# Dokumentärroman
En dokumentärroman är ett litterärt verk som stödjer sig på autentiskt material och återger skeenden som ofta ligger mer eller mindre nära författarens egen samtid (i "mannaminne"). Några av de tidigaste exemplen var Truman Capotes Med kallt blod, som byggde på ett verkligt mordfall, och P.O. Enquists Legionärerna som handlar om den så kallade Baltutlämningen.
Liksom närliggande genrer som rapportboken och det medieneutrala begreppet dokumentarism är dokumentärromanen i svenskt sammanhang förknippad med 60-talets politiska uppvaknande. Svenska dokumentärromaner behandlade ibland svenska men oftare internationella omständigheter. Framträdande företrädare för genren var bl.a. Jan Myrdal och Sara Lidman.
Den dokumentärlitterära genren har bidragit till den teoretiska diskussionen kring gränsdragningen mellan fiktion och sakprosa. En vanlig undertitel till amerikanska dokumentärromaner och -filmer är "based on a true story", grundad på en sann historia. Liza Marklunds dokumentärroman Gömda marknadsfördes däremot som "en sann historia". Efter att sanningsvärdet ifrågasattes i en svensk kulturdebatt i januari 2009, menade en ledarartikel i Svensk Bokhandel att efter detta "kommer begreppet 'en sann historia' att vara obrukbart i förlagsbranschen".